# Мусурус, Константин
Константин Мусурос ,Мусурус-паша (тур. Kostaki Musurus Paşa, греч. Κωνσταντίνος Μουσούρος; 1807 — 1891) — государственный деятель Османской империи, дипломат; православный грек.
Происходил из древней патрицианской семьи острова Крит, получил в Константинополе превосходное образование. В 1832 году стал секретарём князя Самосского (Стефана Вогоридеса) и сопровождал агентов Франции, Великобритании и России, посланных на Самос, чтобы уговорить его подчиниться Порте. Когда эта попытка не удалась, Мусурус, в 1834 году, предпринял умиротворение Самоса и достиг его, не прибегая к насилию, с помощью организации управления на конституционной основе.
В 1840 году был назначен турецким посланником в Афинах; эта миссия ознаменовалась прекращением дипломатических отношений между дворами, триумфом оттоманской политики и покушением на жизнь Мусуруса.
С 1848 года он был послом в Вене, впоследствии более 30 лет подряд — в Лондоне (3 марта 1851 — 16 декабря 1885).
Владел греческим стихом и перевёл на греческий язык «Божественную комедию» Данте (Лондон, 1884—1885).